# Godenswege
Godenswege ist ein Ortsteil der Stadt Burg Stargard des Amtes Stargarder Land im Landkreis Mecklenburgische Seenplatte in Mecklenburg-Vorpommern.

## Geographie
Der Ort liegt fünf Kilometer südsüdwestlich der Stadt Burg Stargard und elf Kilometer südlich von Neubrandenburg. Die Gemarkung Godenswege hat eine Nord-Süd-Ausdehnung von sechs Kilometern und eine Ost-West-Ausdehnung von einem halben bis zu zwei Kilometern. Sie reicht im Norden und Süden bis an den Rowaer Forst, ist größtenteils unbewaldet und eine offene Agrarlandschaft. Die Nachbarorte sind Sabel im Nordosten, Riepke im Osten, Cammin im Südosten, Blankensee im Südwesten, Ballwitz im Westen sowie Holldorf und Rowa im Nordwesten.

## Geschichte
Die erste schriftliche Erwähnung des Ortes findet sich in einer Urkunde aus dem Jahr 1356. Darin wurde er unter seinem heutigen Namen verzeichnet. Das Gut im Ort gehörte einige Generationen der Familie von Jasmund, zunächst dem Landrat Karl von Jasmund (1673–1732), zuletzt wohl dem Oberhofmeister Karl Friedrich Heinrich von Jasmund (1775–1841). Zwischenzeitlich war ganz kurz der Advokat, Senator, Stadtsyndikus von Neubrandenburg, Wilhelm Koch Erb- und Gerichtsherr zu Godenswege, ging dann nach Trollenhagen, sein Sohn wurde nobilitiert. Danach folgte ab 1835 auf Godenswege das Adelsgeschlecht derer von Lücken. Ihre Gutsbesitzer waren nach dem Genealogischen Handbuch des Adels unter anderem der Leutnant Wilhelm Friedrich August von Lücken (1799–1866), verheiratet mit Karoline von Arnim. Dann folgte der gleichnamige Sohn Wilhelm jun. von Lücken (1828–1897). Um 1903 beinhaltete Gut Godenswege etwa 583,5 ha Land. Letzter adeliger Grundbesitzer war bis etwa 1927 der spätere Oberstleutnant Hans-Dietrich von Lücken (1860–1931), welcher dann nach Bayern zog. Laut dem gleichzeitig letztmals amtlich publizierten Güter-Adressbuch Mecklenburg übernahm das Gut Godenswege die Landwirtin Anna Diederichs aus Cammin, geborene Dietsch. Als Verwalter der 585 ha Fläche agierte der Inspektor F. Schröder.
Am 1. Dezember 1910 zählte Godenswege 128 Einwohner und bis zum 31. Januar 1919 wurde der Ort vom Ritterschaftlichen Amt Stargard verwaltet, respektive war dem zugeordnet. Zuvor eine selbständige Gemeinde im Landkreis Stargard wurde Godenswege zum 1. April 1937 nach Holldorf eingemeindet. Mit der Auflösung des Kreises kam der Ort 1946 zum neu gebildeten Landkreis Neubrandenburg. Zwischenzeitlich war der Ort wieder ausgegliedert und kam am 1. Juli 1950 erneut zu Holldorf. Zum 1. Oktober 1961 wechselte Godenswege zur Gemeinde Cammin und durch die Eingemeindung von Cammin in die Stadt Burg Stargard wurde der Ort am 25. Mai 2014 dort ein Ortsteil.

## Bauwerke
Die Denkmalliste des Landkreises Mecklenburgische Seenplatte führt zwei Baudenkmale im Dorf auf. Darunter das Spritzenhaus an der Godensweger Straße.

## Verkehr
Durch den Ort verläuft die Kreisstraße MSE 84, die nach Burg Stargard und Cammin führt. Darüber hinaus bestehen vom Kreisel am südwestlichen Ortsrand kleinere Verbindungsstraßen nach Blankensee und Holldorf.